# Kleine zonnekolibrie
De kleine zonnekolibrie (Heliangelus micraster) is een vogel uit de familie Trochilidae (kolibries).

## Verspreiding en leefgebied
Deze soort komt voor in Ecuador en Peru en telt twee ondersoorten:
- H. m. micraster: zuidoostelijk Ecuador en noordelijk Peru.
- H. m. cutervensis: noordwestelijk Peru.